# Niklas Bärkroth
Nicklas Robert Bärkroth (n. 19 ianuarie 1992, Göteborg, Suedia) este un atacant suedez de fotbal. Din anul 2007 evoluează la clubul IFK Göteborg.